# توفیق فکرت
توفیق فکرت (۲۴ دسامبر ۱۸۶۷–۱۹ اوت ۱۹۱۵) شاعر تُرکی عثمانی بود که بنیان‌گذار مکتب نوین شعر ترکی نامیده می‌شود. از شاعران سمبولیست فرانسوی تأثیر گرفت و تلاش کرد تا شعر ترکی را در قالب‌های نوین غربی بیان کند. او همچنین شماری از قصیده‌ها و قصه‌های فرانسوی را به ترکی ترجمه کرد. 